# Carl Engström
Carl Engström (ur. 26 września 1991 w Ystad) – szwedzki koszykarz występujący na pozycji środkowego, reprezentant kraju.
16 września 2019 został zawodnikiem Polpharmy Starogard Gdański. 30 października opuścił klub.

## Osiągnięcia
Stan na 31 października 2019, na podstawie, o ile nie zaznaczono inaczej.

### NCAA
- Uczestnik turnieju NCAA (2014)

### Drużynowe
- Mistrz Szwecji (2015)
- Uczestnik rozgrywek:
  - FIBA Europe Cup (2017/2018)
  - EuroChallenge (2014/2015)

### Reprezentacja
Seniorów
- Uczestnik kwalifikacji do mistrzostw:
  - świata 2019 (2017 – 29. miejsce)
  - Europy (2013, 2015, 2017)

Młodzieżowe
- Mistrz Europy U–18 dywizji B (2009)
- Wicemistrz Europy U–20 dywizji B (2010)
- Uczestnik mistrzostw Europy U–20 (2011 – 9. miejsce)